# ناشران پیتر اوون
ناشران پیتر اوون (انگلیسی: Peter Owen Publishers) یک ناشر مستقل مستقر در لندن است که در لندن، انگلستان واقع شده‌است. در سال ۱۹۵۱ تأسیس شد.